# Španělská armáda
Španělská armáda (španělsky Fuerzas Armadas Españolas nebo Fuerzas Armadas de España, zkráceně FFAA nebo FAS) je název ozbrojených sil Španělského království. Nejvyšší velení náleží podle článku 62 španělské ústavy španělskému králi Filipovi VI. Španělské ozbrojené síly jsou aktivním členem NATO, Euroarmády a Bojové jednoty Evropské unie.
Španělská armáda se dělí na:
- pozemní síly (Ejército de Tierra)

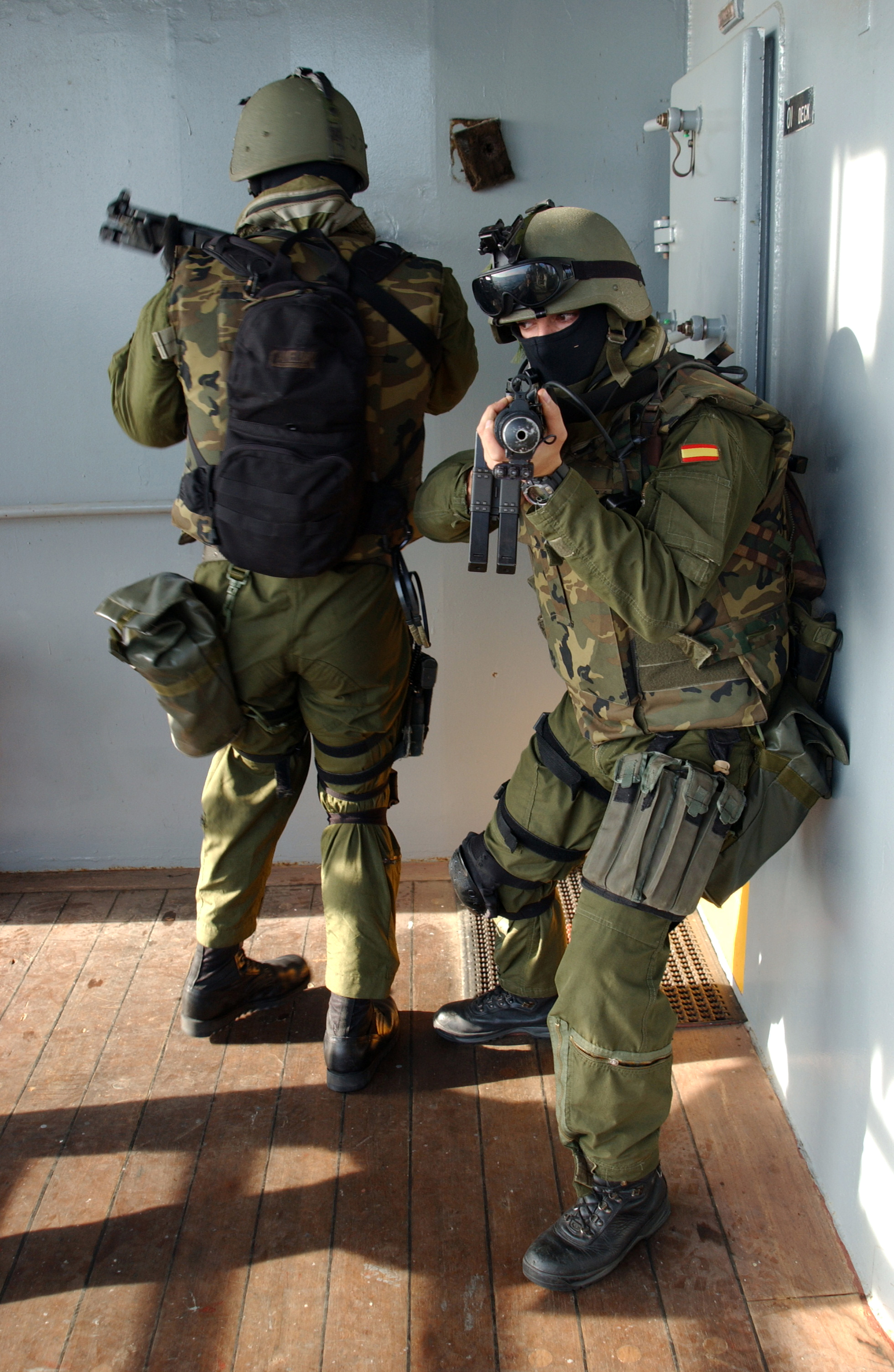
Španělské speciální síly

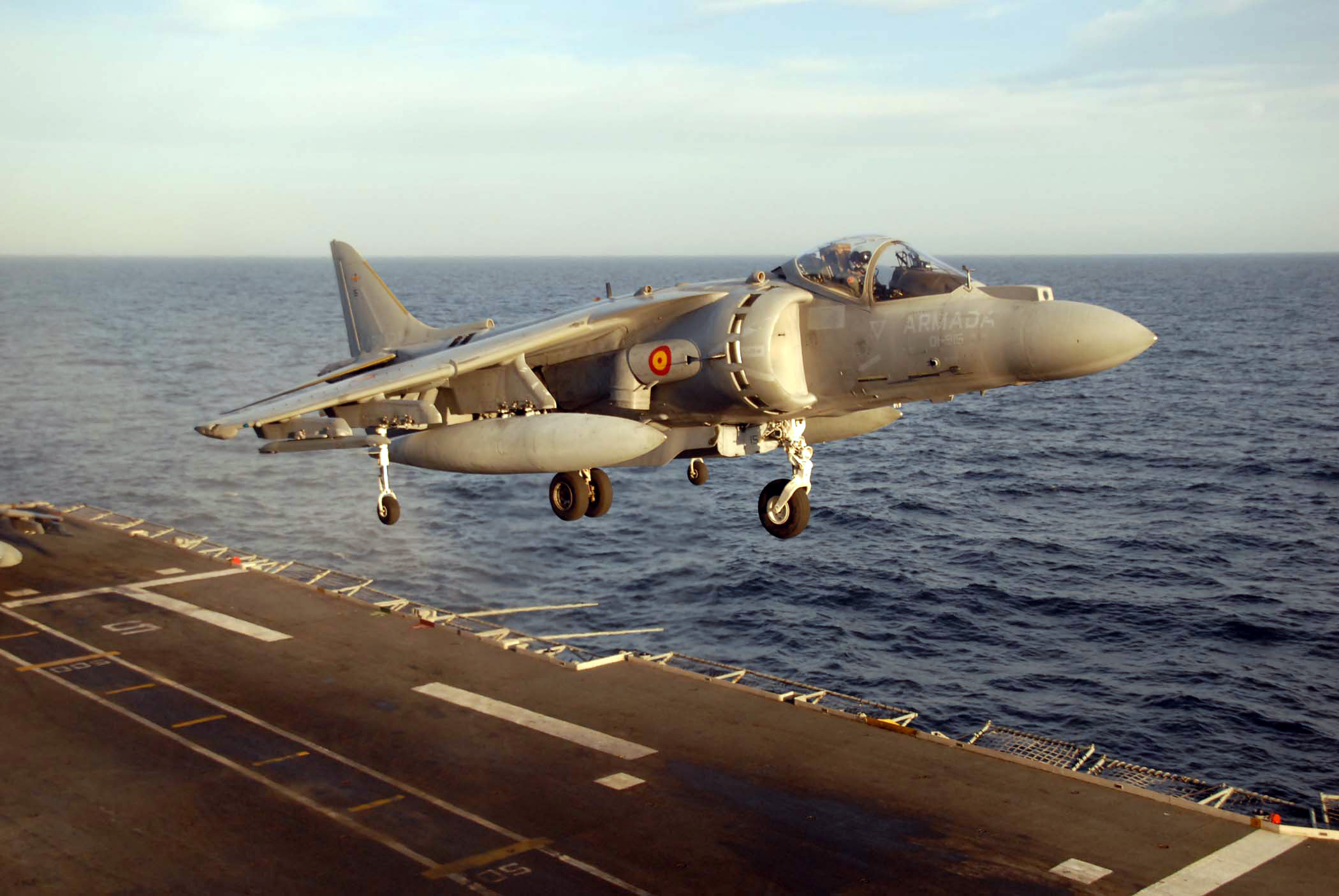
Letoun námořního letectva AV-8B Harrier II

  - Španělská Legie (Legión Española)
- vzdušné síly (Ejército del Aire)
- vojenské námořnictvo (Armada Española)
- civilní stráž (četnictvo) (Guardia Civil)
- královská stráž (Guardia Real)
- pohotovostní jednotka (Unidad Militar de Emergencias)

Ve španělštině se tradičně jako „armáda“ označuje pouze námořnictvo, zatímco pro ostatní vojsko (pozemní, letectvo) se používá termín „ejército“.

## Historie armády
Roku 1898 vypukla válka mezi USA a Španělskem, bojovalo se na Kubě a Filipínách. Američané válku vyhráli. Za první světové války bylo Španělsko neutrální. Po válce bojovali španělští vojáci v Maroku. V letech 1936 až 1939 probíhala ve Španělsku občanská válka. Na straně vzbouřených nacionalistů bojovali italští vojáci. Za druhé světové války zůstalo Španělsko neutrální. V roce 1982 vstoupilo Španělsko do NATO.

## Zahraniční mise
- ISAF, Afghánistán – 1500
- EUFOR, Čad – 100
- KFOR, Kosovo – 3
- Intervence v Libyi – 4 letouny F/A-18 Hornet, 1 ponorka Agosta, 1 fregata Álvaro de Bazán

## Hodnosti
| Kód NATO  | OF-10           | OF-9                | OF-8             | OF-7                | OF-6               | OF-5    | OF-4             | OF-3       | OF-2    | OF-1     | OF-1    | OF-D                       | Oficial cadete                |
| --------- | --------------- | ------------------- | ---------------- | ------------------- | ------------------ | ------- | ---------------- | ---------- | ------- | -------- | ------- | -------------------------- | ----------------------------- |
| Španělsko | Capitán General | General de Ejército | Teniente General | General de División | General de Brigada | Coronel | Teniente Coronel | Comandante | Capitán | Teniente | Alférez | Alférez                    | Caballero Cadete Primer Curso |
| Španělsko | Capitán General | General de Ejército | Teniente General | General de División | General de Brigada | Coronel | Teniente Coronel | Comandante | Capitán | Teniente | Alférez | Caballero Alférez Cadete\| | Caballero Cadete              |
|           |                 |                     |                  |                     |                    |         |                  |            |         |          |         |                            |                               |

| Kód NATO         | OR-9             | OR-9             | OR-9        | OR-9        | OR-9        | OR-9    | OR-8    | OR-8             | OR-7             | OR-7     | OR-6     | OR-6     | OR-6     | OR-6     | OR-6     | OR-6       | OR-5       | OR-5       | OR-5       | OR-5       | OR-5       | OR-5        | OR-4        | OR-4 | OR-3 | OR-3               | OR-2               | OR-2               | OR-2               | OR-2               | OR-2               | OR-2    | OR-1 |
| ---------------- | ---------------- | ---------------- | ----------- | ----------- | ----------- | ------- | ------- | ---------------- | ---------------- | -------- | -------- | -------- | -------- | -------- | -------- | ---------- | ---------- | ---------- | ---------- | ---------- | ---------- | ----------- | ----------- | ---- | ---- | ------------------ | ------------------ | ------------------ | ------------------ | ------------------ | ------------------ | ------- | ---- |
| Španělsko        |                  |                  |             |             |             |         |         |                  |                  |          |          |          |          |          |          |            |            |            |            |            |            |             |             |      |      |                    |                    |                    |                    |                    |                    |         |      |
| Suboficial mayor | Suboficial mayor | Suboficial mayor | Subteniente | Subteniente | Subteniente | Brigada | Brigada | Sargento Primero | Sargento Primero | Sargento | Sargento | Sargento | Sargento | Sargento | Sargento | Cabo mayor | Cabo mayor | Cabo mayor | Cabo mayor | Cabo mayor | Cabo mayor | Cabo Primer | Cabo Primer | Cabo | Cabo | Soldado de primera | Soldado de primera | Soldado de primera | Soldado de primera | Soldado de primera | Soldado de primera | Soldado |      |

## Galerie

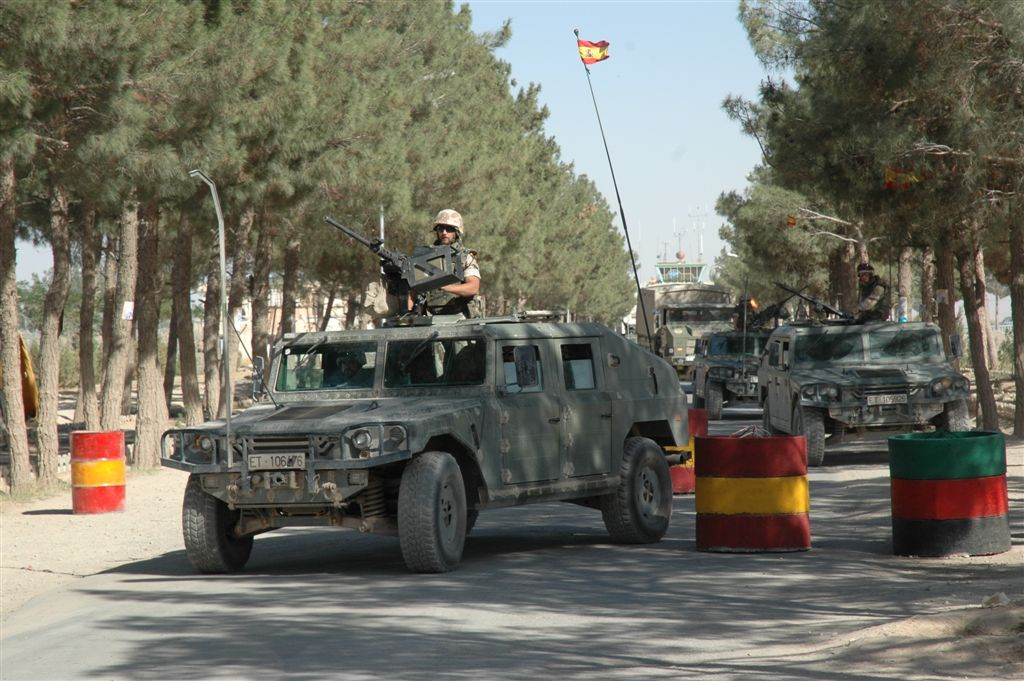
Španělská armáda během mise ISAF v Afghánistánu
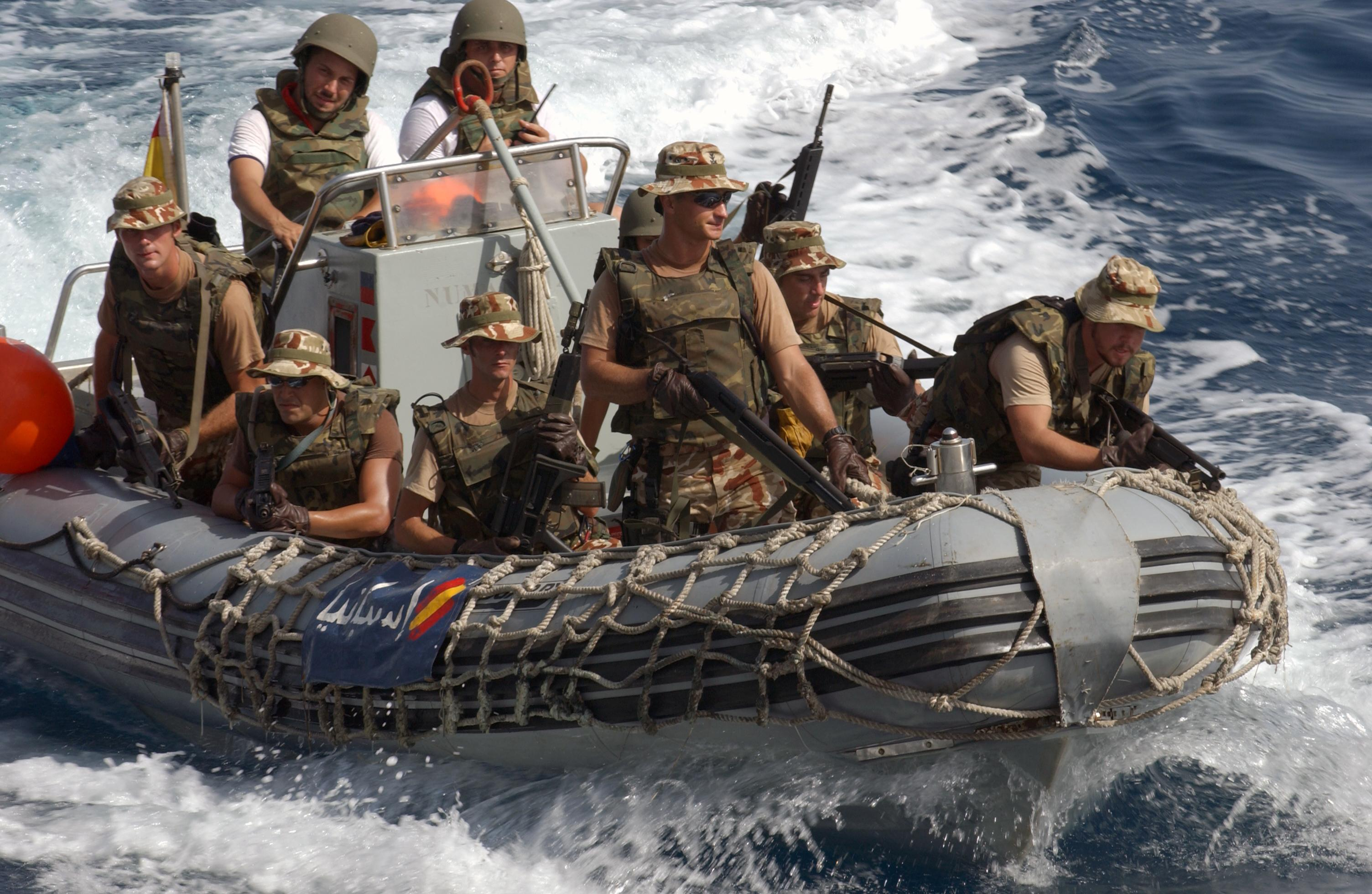
Vojáci španělské námořní pěchoty
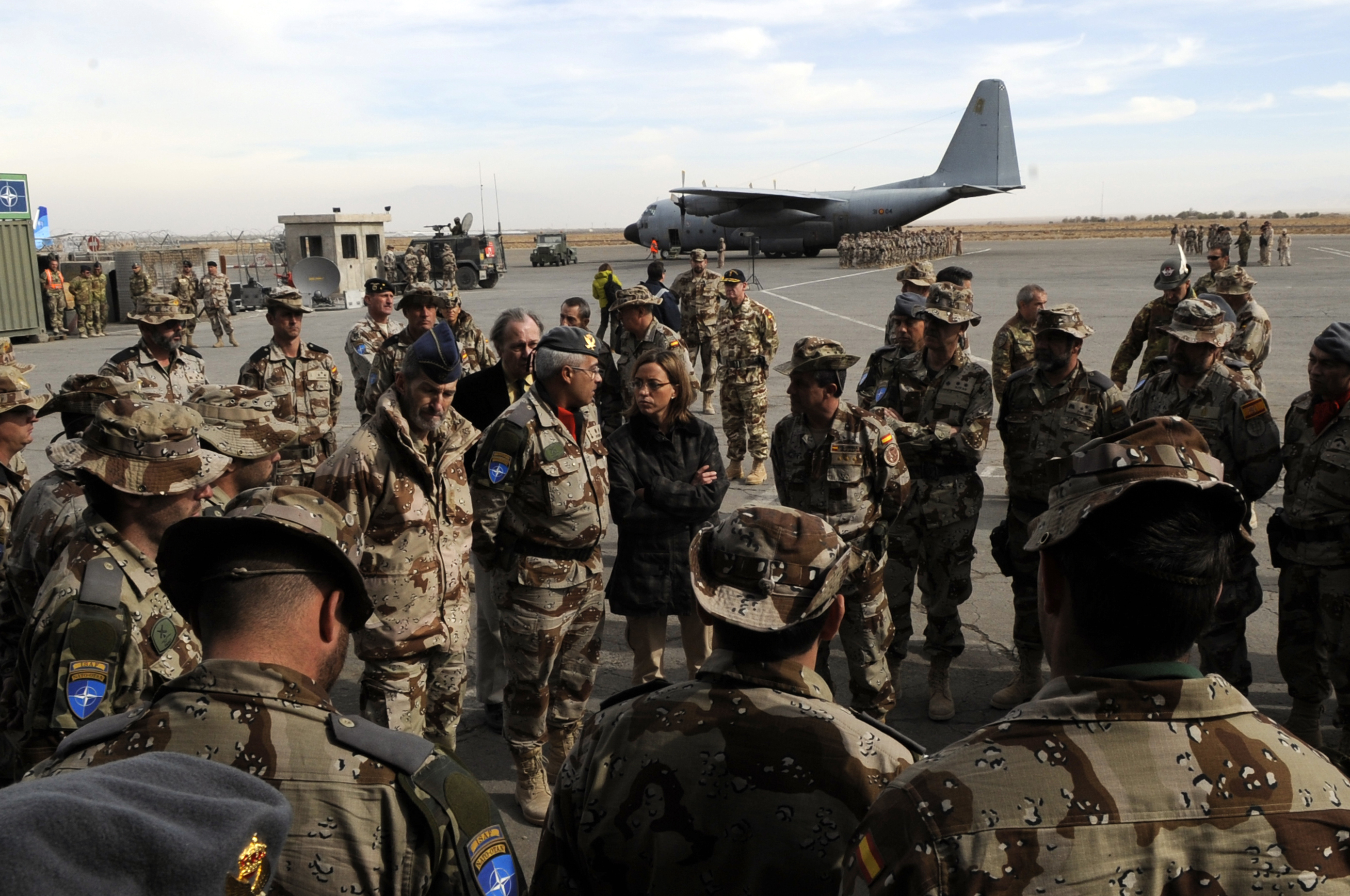
Návštěva ministryně obrany Carme Chacónové v Afghánistánu
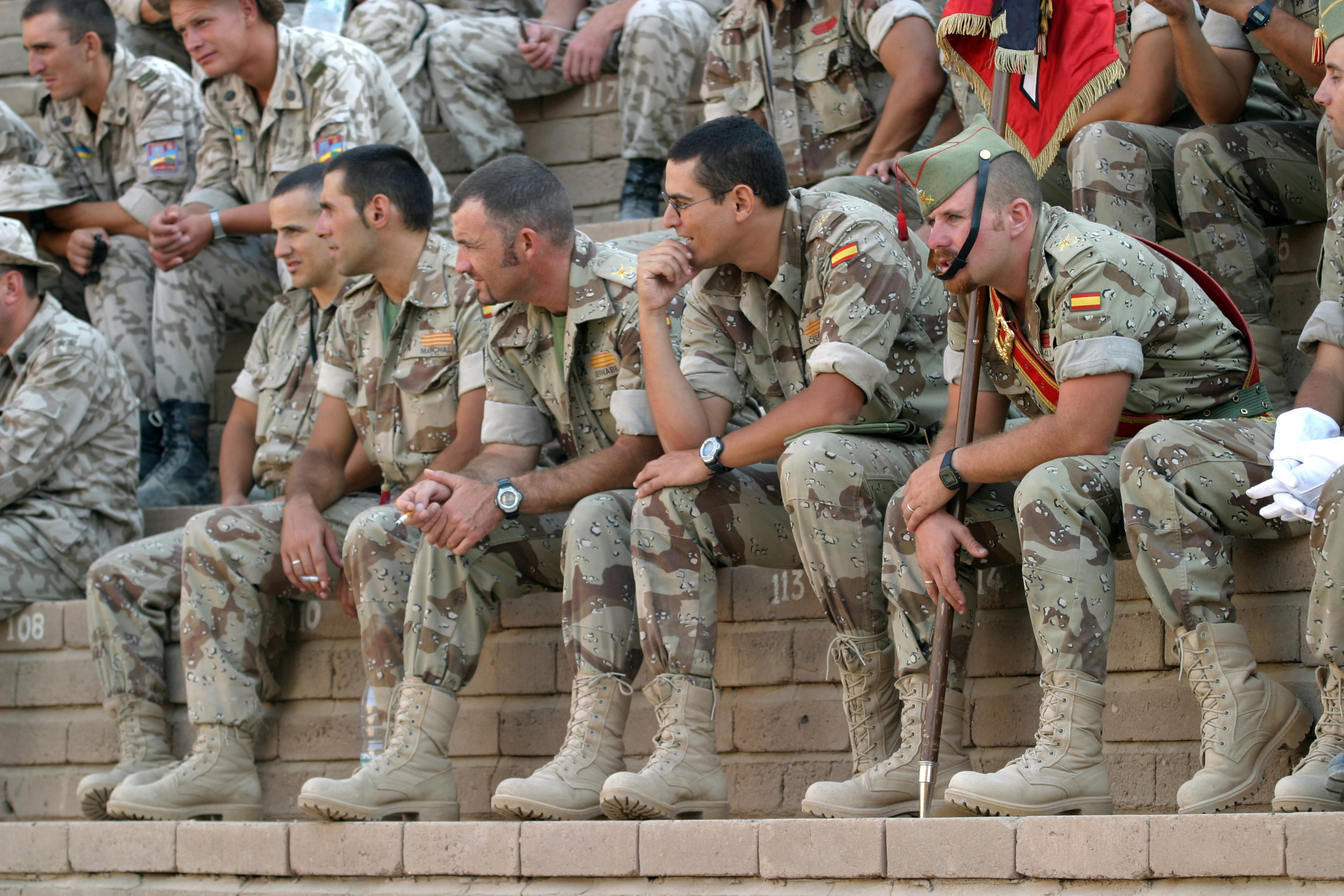
Španělští legionáři během mise v Iráku
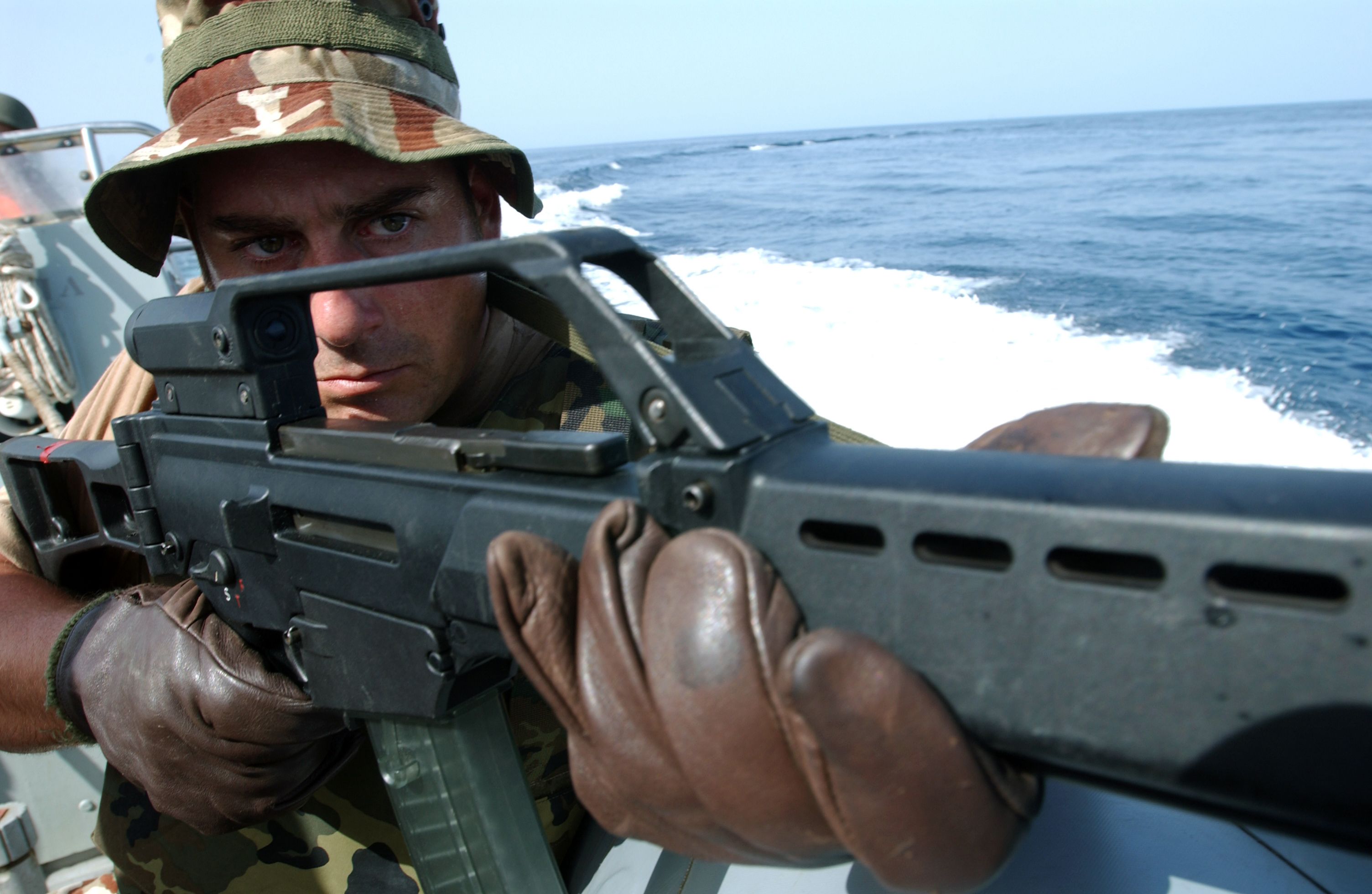
Člen námořního komanda v Arabském moři
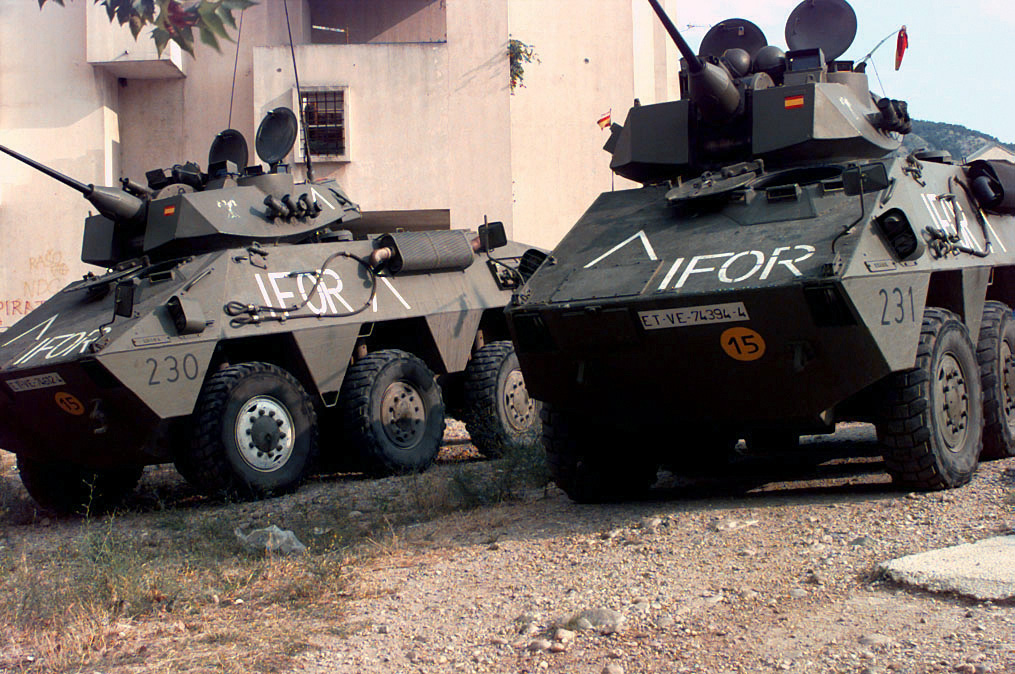
Obrněná vozidla španělské armády Pegaso BMR na misi v Bosně
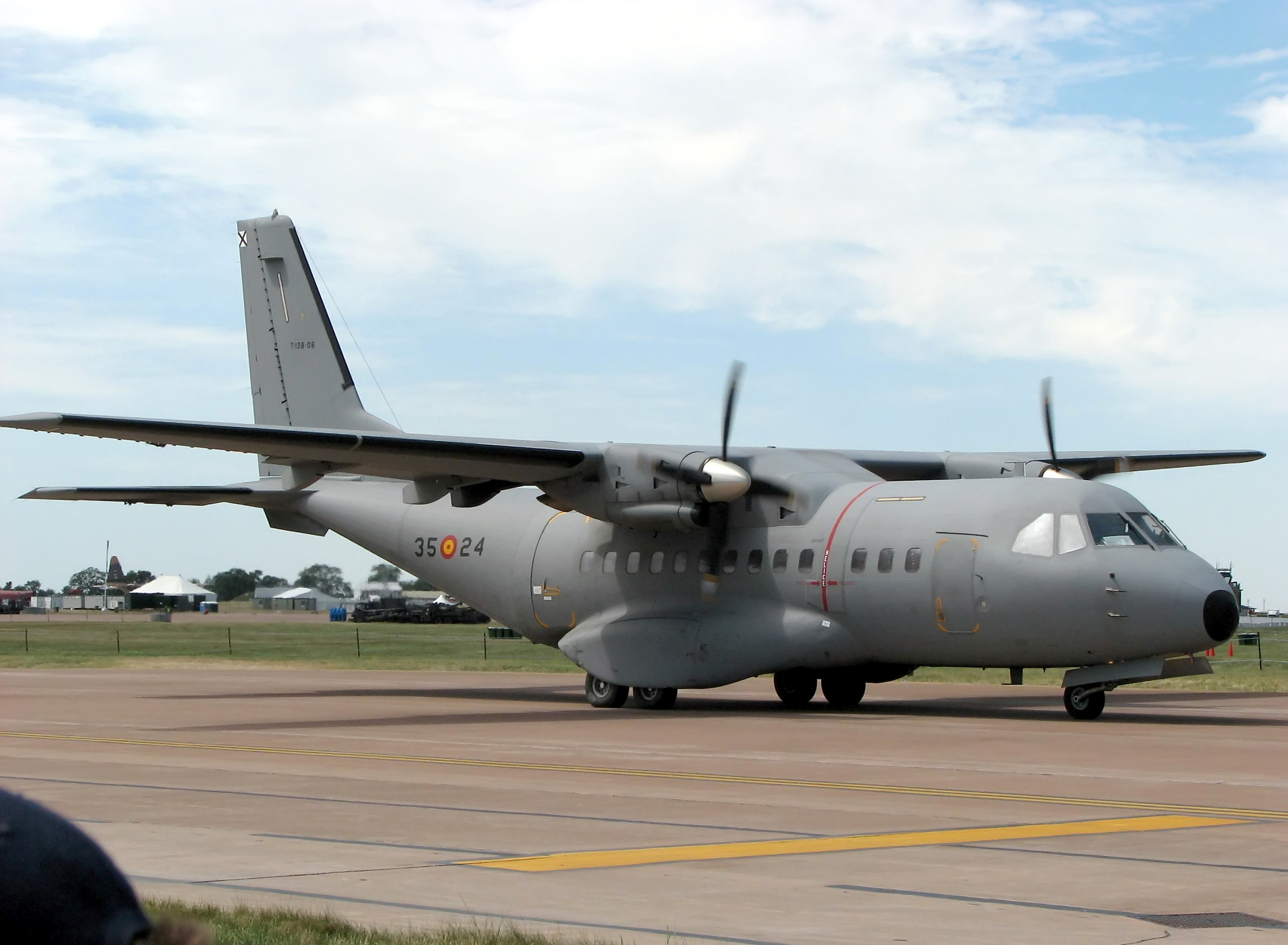
Transportní letoun CASA CN-235